# Piero Bossola
Piero Bossola – all'anagrafe Pietro – (Livorno Piemonte, 16 ottobre 1899 – Torino, 11 novembre 1956) è stato un calciatore italiano, di ruolo difensore. Era anche conosciuto come Bossola IV per distinguerlo da Michele (III), Giovanni (II) e Luca (I).

## Caratteristiche tecniche
Giocava come terzino nel metodo.

## Carriera

### Club
Nato a Vercelli, fu l'ultimo dei Bossola a giocare nella Pro Vercelli. Dopo aver disputato la Coppa Federale 1915-1916 con l'Unione Sportiva Vercellese, tornò in campo dopo la prima guerra mondiale, disputando la Prima Categoria 1919-1920: fu titolare per buona parte del torneo. Nel 1920-1921 disputò 9 partite, tra cui la finale contro il Pisa che assegnò il titolo alla compagine vercellese: in quella gara fu impiegato come terzino sinistro. Replicò la vittoria del titolo nel 1921-1922, giocando tutte e 26 le partite della Pro in quel torneo. Rimase un titolare della squadra dalla maglia bianca fino alla Prima Divisione 1924-1925 (13 presenze): in seguito, disputò altre tre stagioni con il Parma, segnando la sua unica rete in carriera nella Prima Divisione 1926-1927.

## Palmarès

### Club

#### Competizioni nazionali
- Campionato italiano: 2

Pro Vercelli: 1920-1921, 1921-1922